# Kreuzbund
Der Kreuzbund ist ein Fachverband des Deutschen Caritas-Verbandes, der als Selbsthilfe- und Helfergemeinschaft Hilfe für Alkohol- und Medikamentenabhängige und Angehörige anbietet. Vereinssitz ist Hamm in Westfalen.

## Geschichte
Die Vereinigung wurde 1896 vom katholischen Priester Josef Neumann in Aachen gegründet und wurde bald als Kreuzbündnis bekannt. Der heutige Name wird seit 1926 geführt.
Seitdem Alkoholismus 1964 durch die WHO und 1968 in Deutschland vom Bundessozialgericht als Krankheit anerkannt wurde und sich diese Einsicht auch in der Gesellschaft immer mehr verbreitete, entwickelte sich der Kreuzbund von einem Abstinenzverband zu einer Selbsthilfe- und Helfergemeinschaft, die heute deutschlandweit für Suchtkranke und Angehörige tätig ist. 2016 tagte der Bundeskongress des Kreuzbundes mit 450 Teilnehmern unter dem Thema „Selbsthilfe ist Zukunft – Für mich, für uns, für alle“ in Hamm.
Bundesvorsitzende des Kreuzbundes ist Andrea Stollfuß.

## Auftrag
Aus dem Selbstverständnis des Kreuzbundes, Selbsthilfe- und damit auch Helfergemeinschaft zu sein, erwächst der gesundheits- und gesellschaftspolitische Auftrag des Verbandes. Sowohl im Bereich der Gesundheitspolitik als auch der Sozialpolitik hat der Kreuzbund die Aufgabe, die Interessen seiner Mitglieder zu vertreten, präventive Maßnahmen zu fordern und zu fördern, suchtpolitische Initiativen durchzuführen sowie Aufklärungsarbeit zu leisten.
Der Kreuzbund steht als Fachverband der Caritas in enger Kooperation mit den anderen Sucht-Selbsthilfeverbänden und der Deutschen Hauptstelle für Suchtfragen (DHS).
Der Kreuzbund hat in Deutschland rund 1.300 örtliche Gruppen für Suchtkranke und Angehörige, in denen rund 20.000 Hilfebedürftige und Helfer wöchentlich zusammenkommen (Stand: 2017). Als Reaktion auf den Alkoholmissbrauch bei Jugendlichen wurde der Arbeitsbereich „Junger Kreuzbund“ gegründet. Zur Unterstützung des Kreuzbundes wurde im Jahr 2012 die Josef-Neumann-Stiftung gegründet.
Als Auszeichnung für besondere Verdienste um den Kreuzbund vergibt der Verband an Mitglieder die Kreuzbund-Medaille, an Nichtmitglieder die Josef-Neumann-Medaille.

## Zeitschriften
- Weggefährte[11]
- Gemeinsam[12]

## Andere Publikationen
- Hohenecker Singebuch. Zusammengestellt von Hubert Göbels und Ewald Veltgens. Hoheneckverlag, G. m. b. H., Heidhausen-Ruhr 1926.

## Alternativen
Andere Hilfsorganisationen und Selbsthilfegruppen mit dem Schwerpunkt Alkoholismus gehen zum Teil von anderen Ansätzen aus. Evangelisches Pendant sind das Blaue Kreuz und die Freundeskreise für Suchtkrankenhilfe. Eine weitere Selbsthilfeorganisation bilden die Anonymen Alkoholiker, die genauso wie die Guttempler konfessionell unabhängig sind.